# Ladro di formaggio
Ladro di formaggio (Little Cheeser) è un film del 1936 diretto da Rudolf Ising. È un cortometraggio d'animazione della serie Happy Harmonies, distribuito negli Stati Uniti il 21 novembre 1936. Il protagonista (il cui nome è una parodia di Piccolo Cesare) è un'evoluzione del topolino apparso l'anno precedente in È arrivato il gatto. Il film ebbe un sequel l'anno successivo, Dalla Terra alla Luna.

## Trama
Cheeser è un topolino che pensa di essere più grande di quanto non sia. La sua mamma gli dice di andare a letto, chiamandolo "l'ometto di mamma", ma lui è contrariato e desidera essere un tipo duro come Jack Dempsey. Il suo lato diabolico emerge e lo guida fuori dalla tana, cercando di fargli rubare del formaggio, poi di farlo fumare e infine di fargli vedere una rivista erotica; tutti i tentativi vengono vanificati dal suo lato angelico. Mentre quest'ultimo cerca di convincere Cheeser a tornare a casa, il diavolo lo fa ubriacare suo malgrado. Cheeser decide così di affrontare il gatto di casa, ma quando lo trova la realtà lo fa rinsavire rapidamente. L'angelo, dopo aver intrappolato il diavolo nell'Inferno, aiuta Cheeser a fuggire e a tornare a letto; il piccolo è ora felice di essere l'ometto di mamma.

## Distribuzione

### Edizioni home video
In America del Nord il corto è stato distribuito in laserdisc il 9 luglio 1994 dalla MGM/UA Home Video, nel cofanetto Happy Harmonies, e in DVD dalla Warner Home Video il 14 agosto 2007 come extra nella prima edizione di Giulietta e Romeo.